# Ільммюнстер
Ільммюнстер (нім. Ilmmünster) — громада в Німеччині, розташована в землі Баварія. Підпорядковується адміністративному округу Верхня Баварія. Входить до складу району Пфаффенгофен. Центр об'єднання громад Ільммюнстер.
Площа — 13,89 км2. Населення становить 2252 ос. (станом на 31 грудня 2020).

## Галерея

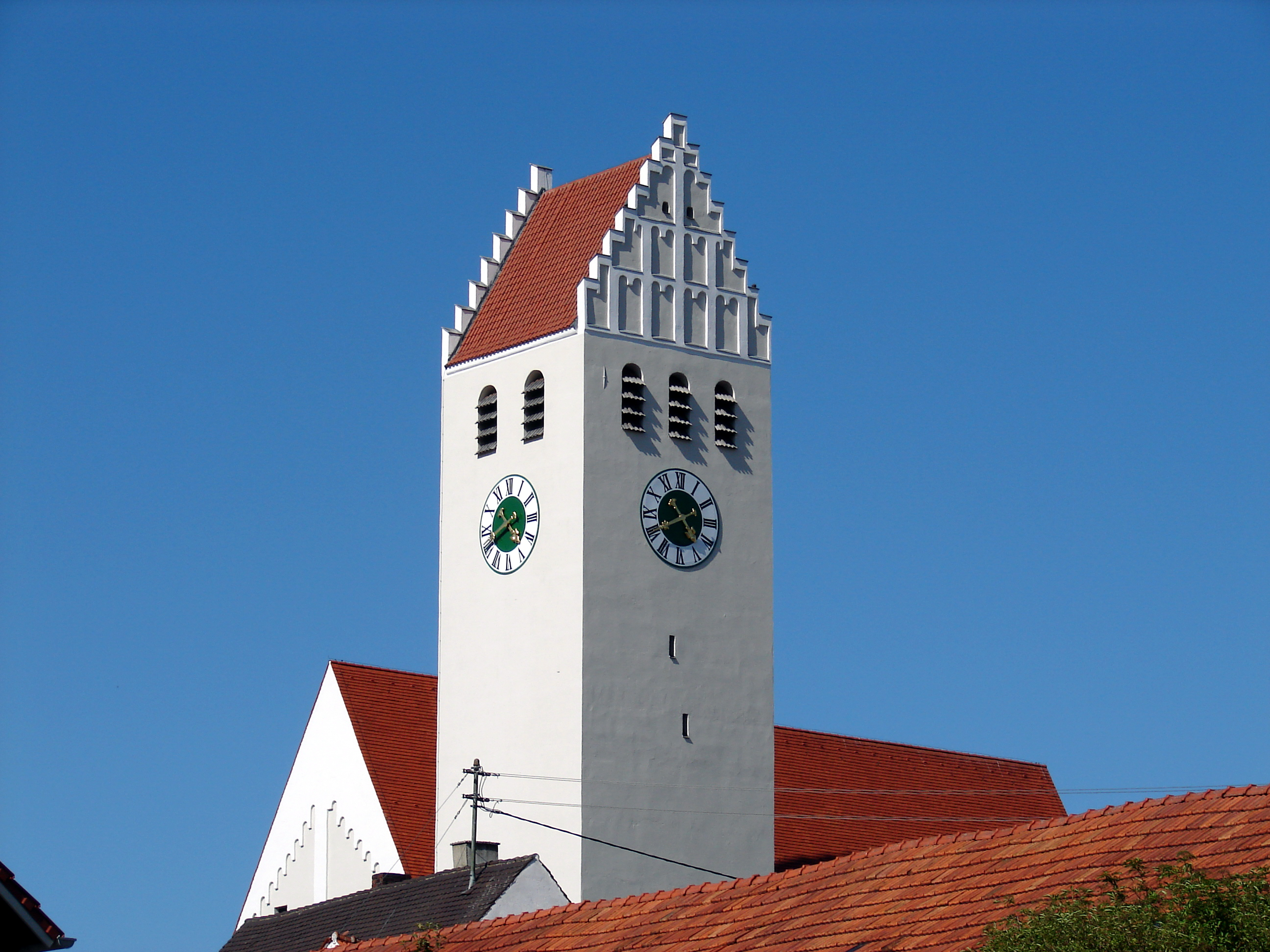